# 제707특수임무단
제707특수임무단(第707特殊任務團, 707th Special Missions Group)는 육군특수전사령부 소속의 특수부대이다. 대테러전 및 여러 기밀 작전 등을 수행한다. 미국 육군의 델타 포스를 비롯한 여러 나라의 특수부대와 연합훈련 등의 교류를 해오고 있다.

## 부대신조
"행동으로 논리를 대변하고, 결과로써 과정을 입증한다."

## 활동
707특수임무단은 특전 병과를 가진 부사관 이상의 직업군인이 복무한다. 평시에는 대테러 작전이 기본 임무이고, 전시에는 내부적으로 X파일로 불리는 비밀 작전을 수행하는 특수임무를 담당한다. 1980년대에는 국내의 각종 무장 인질극 사건들에도 707특임단이 투입되었으나, 1990년대 이후에는 대한민국 국내에서 일어나는 대테러 및 치안 업무는 경찰특공대에게 이관하고, 707특임단은 대한민국 국적을 가진 국외 거주민을 대상으로 한 테러 사건을 담당하도록 역할이 분담되었다.

## 역사
12.12 사태 당시, 신군부의 반대편에 섰던 당시 정병주 특수전사령관을 최세창 3공수특전여단장이 체포하는 사건이 벌어졌다. 이는 특전사령관이 있는 특전사령부 본부 건물이 당시에는 독자적인 공간 없이 3공수특전여단의 영내에 위치해 있었고 사령부 본부에는 행정병과 인원만 있었을 뿐 사령관 직속의 무장병력이 없어서 무방비 상태였기 때문이었다.
그리고 올림픽 개최지가 서울로 확정되자 대한민국 정부의 "국가대테러활동지침"에 따른 대테러 부대로서의 임무도 겸하는 목적이었다. 이리하여 1981년 4월 17일에 707 특수임무대대가 특전사령관 직속부대로 창설된다. 이후 상황이 안정되어 쿠데타 우려가 적어지자 사령관 경호 목적보다는 대테러부대라는 본연의 임무에 충실한 부대로 자리 잡게 된다. 그 후 1986년 아시안 게임과 1988년 하계 올림픽을 준비하면서 처음으로 외부에 공개되었다.
1980년대에는 여러 무장 인질극 사건들에 투입되어 임무를 성공시켰다. 그 중에는 1986년 12월 3일의 추풍령 무장탈영 인질극 사건도 있었다.
2018년 국회 국방위원회 국정감사에서, 국방부는 중령이 지휘관인 현행 707특수임무대대를 대령이 지휘하는 단(團)급으로 확대 개편할 계획이 있다고 보고했다. 2018년 10월 기존의 중령에서 대령이 지휘하는 부대로 확대 개편이 추진되면서, 2019년 2월 1일 기존의 특수임무대대에서 대령이 단장인 ‘특수임무단’으로 개편되었다.

## 활동

### 2024년 비상계엄령
2024년 대한민국 비상계엄 당시 곽종근 특수전사령관의 명령으로 국회의원들을 모두 끌어내라는 임무와 함께 국회의사당에 투입되었다. 이들은 헬리콥터를 통해서 국회에 투입되었으며, 실탄은 없는 상태에서 국회의사당을 물리적으로 진입하려고 하였다. 이 과정에서 707 대원들이 막아서는 시민들, 국회의원 보좌진들 그리고 정치인들과 물리적 충돌을 빚었다.

## 장비
대한민국 육군의 기본 제식 장비 외에 특수부대로서 필요한 장비는 별도 예산으로 장만한다. K1 기관단총, K7 기관단총, MP5 시리즈 등을 상황에 따라 기본 화기로 사용한다. 현재 MP5 기관단총은 전량 MP5의 개량형인 MP5A5로 대체되었다.
언론을 통해 공개된 보유중인 장비의 목록은 아래와 같다.
- K1A 기관단총
- K2C1 소총
- FN SCAR-L 소총
- K7 소음기관단총
- 헤클러&코흐 MP5A5 기관단총
- 헤클러&코흐 MP5K 기관단총
- 헤클러&코흐 MP5SD 기관단총
- B&T MP9 기관단총
- Kel-Tec KSG 산탄총
- 헤클러&코흐 MSG-90 저격총
- 애큐러시 인터네셔널 AWSM 저격소총
- 슈타이어 SSG-69 저격소총
- K14소총
- M110 저격소총
- 헤클러&코흐 G28 지정사수소총 (헤클러운트코흐HK417 지정사수소총 개량형)
- M60E2 기관총
- K5 권총
- HK P7 권총 (과거에 사용됨)
- 헤클러&코흐 USP 권총
- 헤클러&코흐 HK45 권총
- 제리코 941 권총
- SIG P226 권총
- 글록 17 권총
- 글록 34 권총
- SIG P320 권총
- 베레타 92 권총

## 훈련
707특임단은 아래 목록의 외국 특수부대와 교류 및 교환 훈련을 갖는다.
- 독일
  - 연방 경찰 - GSG-9
- 러시아
  - 연방보안국(FSB) - 알파 그룹
- 미국
  - 육군 - 델타 포스
  - 연방수사국 - HRT
- 영국
  - 육군 - SAS
- 싱가포르
  - 경찰 - STAR
- 프랑스
  - 국가 헌병대 - GIGN
- 홍콩
  - 경찰 - SDU

## 부대가
투지 용맹 앞세워 나라부름 받았다

오직 한 길 이 청춘 충정으로 불타리

무한고공 전 해역 땅 끝까지 지키려

백호용사 뭉쳤다 당할 자여 나서라

얼굴마저 숨겨도 정의 걸고 싸운다

힘을 주오 조국이여 영원 하리 자유 평화

검은베레 용사들 707 특수임무단.".

 — 《부대가》

## 매체
- 강철부대
- 강철부대 2

## 같이 보기
- 델타 포스 - 미국 특수부대
- SAS_(영국) - 영국 특수부대
- 제1낙하산해병보병연대 - 프랑스군의 특수부대
- 대한민국 국군 특수부대 - 대한민국 국군 특수부대의 역사.
- 육군특수전사령부 - 대한민국 육군의 특수부대.
- 해군 특수전전단 - 해군 특수부대

## 참조
1. ↑  “"박승대 원사 ‘참 군인 대상’ 수상"”.
2. ↑  “"국가가 부를땐 군복이 수의" 707특수임무부대”. 2012년 1월 28일에 원본 문서에서 보존된 문서. 2011년 2월 11일에 확인함.
3. ↑  “"軍 자살이 많은 이유"”.
4. ↑  이승욱 (2024년 12월 11일). “[단독] “항공자산 모두 707에 투입…특전사령관 계엄해제에 엄청 좌절””. 2025년 1월 5일에 확인함.
5. ↑  “[단독] 707특수임무단 대원이 밝힌 그날의 진실...“계엄이 실패한 이유는 항명” [저격]”. 2024년 12월 10일. 2025년 1월 5일에 확인함.
6. ↑  이우연,김채운 (2024년 12월 14일). “민주 “국회 투입 707특임단, 실탄 6천발 가져왔다””. 2025년 1월 5일에 확인함.
7. ↑  “[티조 Clip] 707 특임단장, 안귀령에 '총' 겨눴다는 보도는 "완전 잘못"”. 2024년 12월 19일. 2025년 1월 5일에 확인함.
8. ↑  “[군사][양욱의 밀리터리 노트] 한국에도 모사드 뺨치는 특수부대 있다”. 2020년 10월 24일에 확인함.